# Jean-Louis Daniel
Jean-Louis Daniel és un director de cinema francès nascut el 1955 a Bordeus.

## Filmografia

### Realitzador
- 1977 : La Bourgeoise et le Loubard
- 1980 : Même les mômes ont du vague à l'âme
- 1984 : Les Fauves
- 1986 : Peau d'ange
- 1987 : Septième Ciel
- 1992 : Le Pilote du Rio Verde
- 1994 : Désirs noirs : La fièvre du désir
- 1994 : Commissaire Moulin, episodi Qu'un sang impur...
- 1995 : Mayday : Alerte maximum
- 1995 : Extrême Limite
- 1996 : Indaba (sèrie de televisió)
- 1997 : Désirs fatals
- 2000 : Gunblast Vodka
- 2007-2012 : The Skin Territory Trilogy

### Guionista
- 1977 : La Bourgeoise et le Loubard
- 1980 : Même les mômes ont du vague à l'âme
- 1984 : Les Fauves
- 1986 : Peau d'ange
- 1987 : Septième Ciel
- 1991 : Le Pilote du Rio Verde
- 2000 : Gunblast Vodka
- 2007-2012 : The Skin Territory Trilogy

### Ajudant de director
- 1976 : Les Lolos de Lola de Bernard Dubois